# Miss Michigan USA

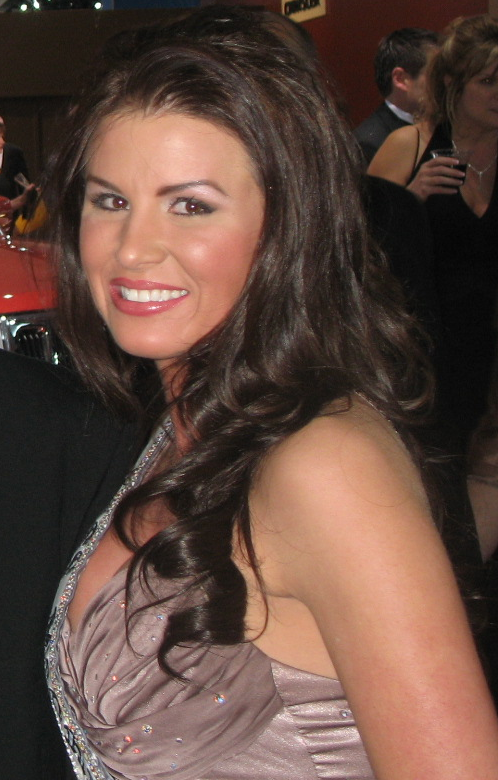
Elisabeth Crawford, Miss Michigan USA 2008

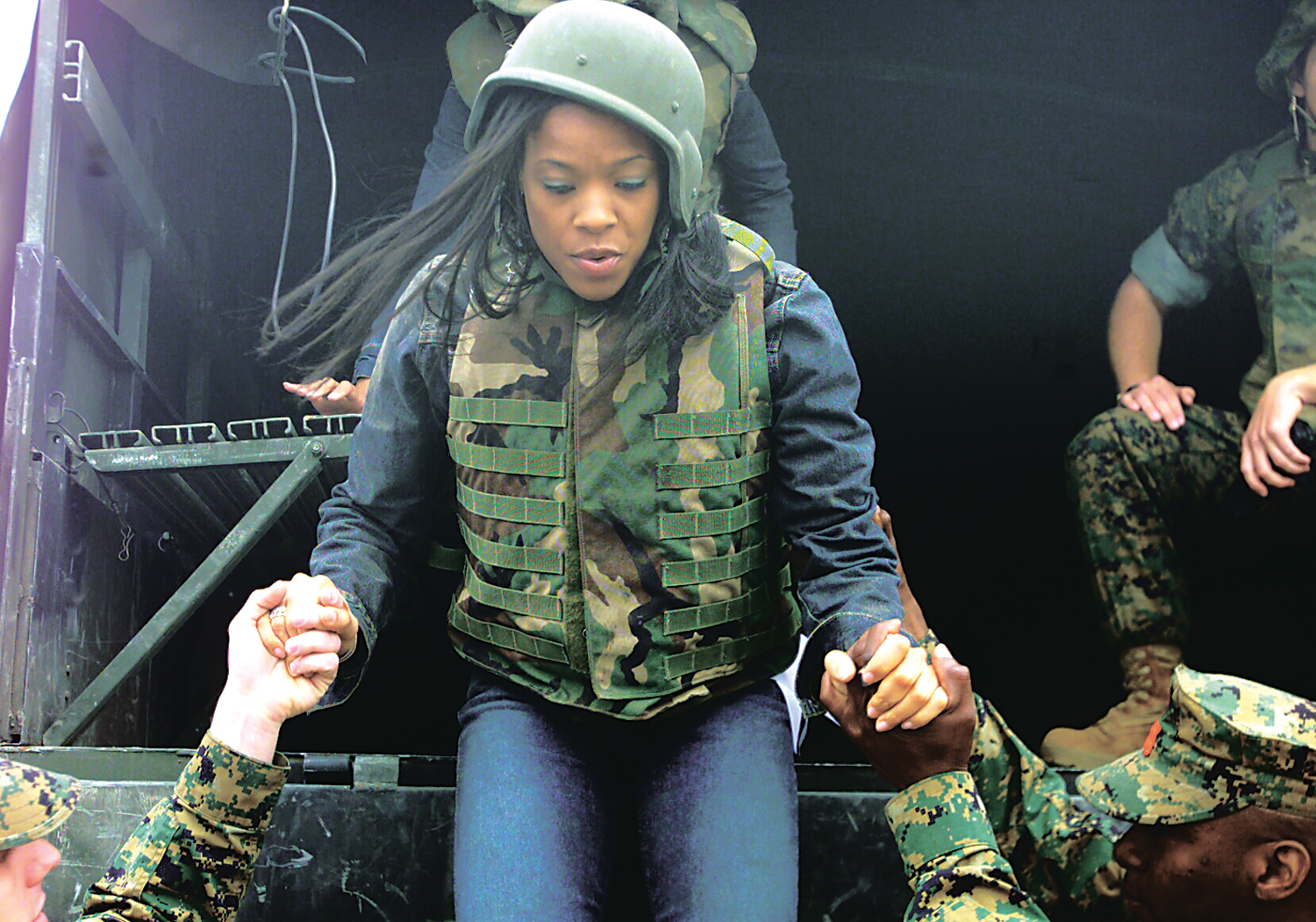
Miss Michigan USA 2004 Stacey Lee integrou o grupo de candidatas a Miss USA que participaram de uma turnê da USO, visitando a Marine Corps Base Camp Pendleton

A competição de Miss Michigan USA é o concurso de beleza que elege a representante do Estado do Michigan para o concurso Miss USA.
O Michigan é reconhecido pelo sistema de pontuação da página especializada Pageant Almanac como um dos 15 Estados em termos de sucessos no Miss USA. A primeira vitória do Estado ocorreu em 1990 e se tornou notória devido ao fato de Carole Gist ter se tornado a primeira afro-americana a vencer o título. O mesmo fenômeno ocorreria em 1993, com a vitória de Kenya Moore.
O Michigan é um dos doze Estados a ter vencido mais de uma edição do Miss USA e é o nono com o maior número de semi-finalistas. No entanto, nenhuma das vencedoras da disputa estadual conseguiu premiação especial no concurso nacional.

## Sumário de resultados
- Miss USA: Carole Gist (1990), Kenya Moore (1993), Rima Fakih (2010)
- 2ª(s) colocada(s): Kevin Gale (1976)
- 4ª(s) colocada(s): Elisa Schleef (2003)
- Top 6: Natasha Bell (1996)
- Top 10: Judy Hatula (1952),  Johnelle Ryan (1998), Shannon Grace Clark (1999), Jill Dobson (2000), Kenya Howard (2001)
- Top 11: Rashontae Wawrzyniak (2015)
- Top 12: Pat Glannon (1971), Marilyn Ann Petty (1972), Diane Arabia (1982), Kimberly Mexicotte (1983)
- Top 15: Barbara Sias (1956), Judith Richards (1960), Patricia Lyn Squires (1961), Pamela Lee Sands (1963), Susan Pill (1965), Virginia Clift (1968), Crystal Hayes (2005), Kelly Best (2007), Elizabeth Johnson (2018)
- Top 16: Kristen Danyal (2012)

## Vencedoras
| Ano  | Nome                     | Cidade           | Idade1 | Classificação no Miss USA | Premiações Especiais no Miss USA | Notas                                                                               |
| ---- | ------------------------ | ---------------- | ------ | ------------------------- | -------------------------------- | ----------------------------------------------------------------------------------- |
| 2020 | Chanel Johnson           | Southfield       | 24     |                           |                                  |                                                                                     |
| 2019 | Alyse Madej              | Garden City      | 25     |                           |                                  |                                                                                     |
| 2018 | Elizabeth Johnson        | Detroit          | 20     | Top 15                    |                                  |                                                                                     |
| 2017 | Krista Ferguson          | Detroit          | 23     |                           |                                  |                                                                                     |
| 2016 | Susie Leica              | Livonia          | 24     |                           |                                  |                                                                                     |
| 2015 | Rashontae Wawrzyniak     | Detroit          | 25     | Top 11                    |                                  |                                                                                     |
| 2014 | Elizabeth Ivezaj         | Macomb           | 24     |                           |                                  | Nasceu na Albânia                                                                   |
| 2013 | Jaclyn Schultz           | Wyandotte        | 24     |                           |                                  |                                                                                     |
| 2012 | Kristen Danyal           | Sterling Heights | 21     | Top 16                    |                                  | Anteriormente Miss Michigan Teen USA 2009                                           |
| 2011 | Channing Pierce          | Royal Oak        | 23     |                           |                                  |                                                                                     |
| 2010 | Rima Fakih               | Dearborn         | 23     | Vencedora                 |                                  |                                                                                     |
| 2009 | Lindsey Tycholiz         | Sterling Heights | 26     |                           |                                  |                                                                                     |
| 2008 | Elisabeth Crawford       | Canton           | 25     |                           |                                  |                                                                                     |
| 2007 | Kelly Best               | Troy             | 20     | Top 15                    |                                  | Mais tarde Miss U.S. International 2008 e não-finalista no Miss Internacional 2008. |
| 2006 | Danelle Gay              | Lapeer           | 24     |                           |                                  |                                                                                     |
| 2005 | Crystal Hayes            | Rock             | 20     | Top 15                    |                                  |                                                                                     |
| 2004 | Stacey Lee               | Rochester Hills  | 26     |                           |                                  |                                                                                     |
| 2003 | Elisa Schleef            | St. Joseph       | 23     | 4ª colocada               |                                  |                                                                                     |
| 2002 | Rebekah Lynn Decker      | Ferndale         | 24     |                           |                                  |                                                                                     |
| 2001 | Kenya Howard             | Detroit          | 24     | Top 10                    |                                  |                                                                                     |
| 2000 | Jill Dobson              | Quincy           | 22     | Top 10                    |                                  | Michigan's Junior Miss 1995                                                         |
| 1999 | Shannon Grace Clark      | Troy             | 26     | Top 10                    |                                  | Semi-finalista no Miss World America 1993                                           |
| 1998 | Johnelle Ryan            | Detroit          | 25     | Top 10                    |                                  |                                                                                     |
| 1997 | Jennifer Reed            | Taylor           | 25     |                           |                                  | Mais tarde Mrs. Michigan America 2001                                               |
| 1996 | Natasha Bell             | Berrien Springs  | 20     | Finalista                 |                                  |                                                                                     |
| 1995 | Keisha Eichelberger      | Detroit          |        |                           |                                  |                                                                                     |
| 1994 | Kelly Richelle Pawlowski | Allen Park       |        |                           |                                  |                                                                                     |
| 1993 | Kenya Moore              | Detroit          | 22     | Vencedora                 |                                  | Finalista no Miss Universo 1993                                                     |
| 1992 | Lainie Lu Howard         | St. Joseph       |        |                           |                                  | 2ª colocada no Miss World America 1994                                              |
| 1991 | Leann Rothi              |                  | 18     |                           |                                  |                                                                                     |
| 1990 | Carole Gist              | Detroit          | 20     | Vencedora                 |                                  | 2ª colocada no Miss Universo 1990                                                   |
| 1989 | Karyn Lynne Finucan      | Birmingham       |        |                           |                                  |                                                                                     |
| 1988 | Anthonia Dotson          | Detroit          |        |                           |                                  |                                                                                     |
| 1987 | Elizabeth Puleo          | Grosse Pointe    |        |                           |                                  |                                                                                     |
| 1986 | Lisa Bernardi            | Carleton         |        |                           |                                  |                                                                                     |
| 1985 | Nancy Mazuro             | Washington       |        |                           |                                  |                                                                                     |
| 1984 | Adriana Krambeck         |                  |        |                           |                                  |                                                                                     |
| 1983 | Kimberly Mexicotte       | Livonia          |        | Semi-finalista            |                                  |                                                                                     |
| 1982 | Diane Marie Arabia       | Warren           |        | Semi-finalista            |                                  | 5ª colocada no Miss Oktoberfest 1981                                                |
| 1981 | Karen Eidson             | Hazel Park       |        |                           |                                  |                                                                                     |
| 1980 | Teena Hammonds           | Detroit          |        |                           |                                  |                                                                                     |
| 1979 | Susan James              | Hazel Park       |        |                           |                                  |                                                                                     |
| 1978 | April Patrick            |                  |        |                           |                                  |                                                                                     |
| 1977 | Jenny Pinks              | Trenton          |        |                           |                                  |                                                                                     |
| 1976 | Kevin Gale               |                  |        | 2ª colocada               |                                  |                                                                                     |
| 1975 | Debra Holland            | Detroit          |        |                           |                                  |                                                                                     |
| 1974 | Patricia Loftis          |                  |        |                           |                                  |                                                                                     |
| 1973 | Linda East               |                  |        |                           |                                  |                                                                                     |
| 1972 | Marilyn Ann Petty        |                  |        | Semi-finalista            |                                  | representou Michigan no Miss World USA 1974, 3ª colocada                            |
| 1971 | Pat Glannan              |                  |        | Semi-finalista            |                                  |                                                                                     |
| 1970 | Duane Marie Bergen       | Detroit          | 19     |                           |                                  |                                                                                     |
| 1969 | Lisa Brenner             |                  |        |                           |                                  |                                                                                     |
| 1968 | Virginia Clift           |                  |        |                           |                                  |                                                                                     |
| 1967 | Sonja Dunson             |                  |        |                           |                                  |                                                                                     |
| 1966 | Kathlene Blascak         |                  |        |                           |                                  |                                                                                     |
| 1965 | Susan Lynne Pill         |                  |        | Top 15                    |                                  | representou o Michigan no Miss USA World 1964, 4ª colocada                          |
| 1964 | Johneane Teeter          |                  |        |                           |                                  |                                                                                     |
| 1963 | Pamela Lee Sands         |                  |        | Top 15                    |                                  |                                                                                     |
| 1962 | Judith Lamparter         |                  |        |                           |                                  |                                                                                     |
| 1961 | Patricia Souires         |                  |        | Top 15                    |                                  |                                                                                     |
| 1960 | Judith Richards          |                  |        | Top 15                    |                                  |                                                                                     |
| 1959 | Susan Westergaard        |                  |        |                           |                                  |                                                                                     |
| 1958 | Shirley Ann Black        | Flint            | 19     |                           |                                  |                                                                                     |
| 1957 | Sharon Moore             |                  |        |                           |                                  |                                                                                     |
| 1956 | Barbara Sias             |                  |        | Top 15                    |                                  |                                                                                     |
| 1955 | Martha Smith             |                  |        |                           |                                  |                                                                                     |
| 1954 | Gerri Hoffman            |                  |        |                           |                                  |                                                                                     |
| 1953 | Jo Ann Page              |                  |        |                           |                                  |                                                                                     |
| 1952 | Judy Hatula              |                  |        | Top 15                    |                                  |                                                                                     |

1 Idade à época do concurso Miss USA